# Chosŏn inmin'gun Ryukkun
Le Forze terrestri dell'Armata Popolare della Corea (조선인민군 륙군?, 朝鮮人民軍 陸軍?, Chosŏn inmin'gun RyukkunMR; KPAGF) sono l'arma principale dell'Armata Popolare della Corea responsabile delle operazioni militari terrestri e de facto l'esercito della Corea del Nord.

## Storia
Le forze terrestri dell'Armata Popolare della Corea vennero istituite il 20 agosto del 1947. Esse superavano in numero e in armi l'esercito sudcoreano allo scoppio della guerra di Corea nel giugno 1950. Le formazioni delle forze terrestri nordcoreane che combatterono nella guerra di Corea includevano il I, il II e il III Corpo d'armata. Il IV, il V, il VI ed il VII Corpo d'armata vennero formati dopo lo scoppio della guerra. Le divisioni includevano la 105ª Divisione corazzata, la 1ª, la 2ª, la 3ª,la 4ª, la 5ª, la 6ª, la 7ª, l'8ª, la 9ª, la 10ª, la 12ª, la 19ª e la 43ª Divisione di fanteria. Durante la guerra di Corea, esse contenevano anche una serie di unità indipendenti come il 766º Reggimento fanteria.
Nel 1960, le KPAGF potrebbero aver raggiunto i 400 000 soldati e probabilmente non superarono tale cifra fino al 1972, quando nei due decenni successivi venne espanso in modo massiccio fino a raggiungere nel 1992 la cifra di 950.000 unità. Prima di questa espansione, l'esercito sudcoreano aveva già aumentato il suo numero di soldati. Dagli anni '70 in poi, la Corea del Sud iniziò a superare la Corea del Nord in termini economici. Pertanto, la Corea del Sud poté modernizzare le sue forze, il che a sua volta allertò la Corea del Nord e portò all'espansione delle forze armate nordcoreane. La più debole delle due Coree ha mantenuto la forza armata più numerosa. Le dimensioni, l'organizzazione, la disposizione e le capacità di combattimento delle Forze terrestri offrono all'esercito di Pyongyang, sebbene tecnologicamente inferiore, possibili opzioni sia per operazioni offensive limitate per attaccare la metà inferiore della penisola sia per operazioni difensive limitate contro qualsiasi minaccia percepita dalla Corea del Sud.

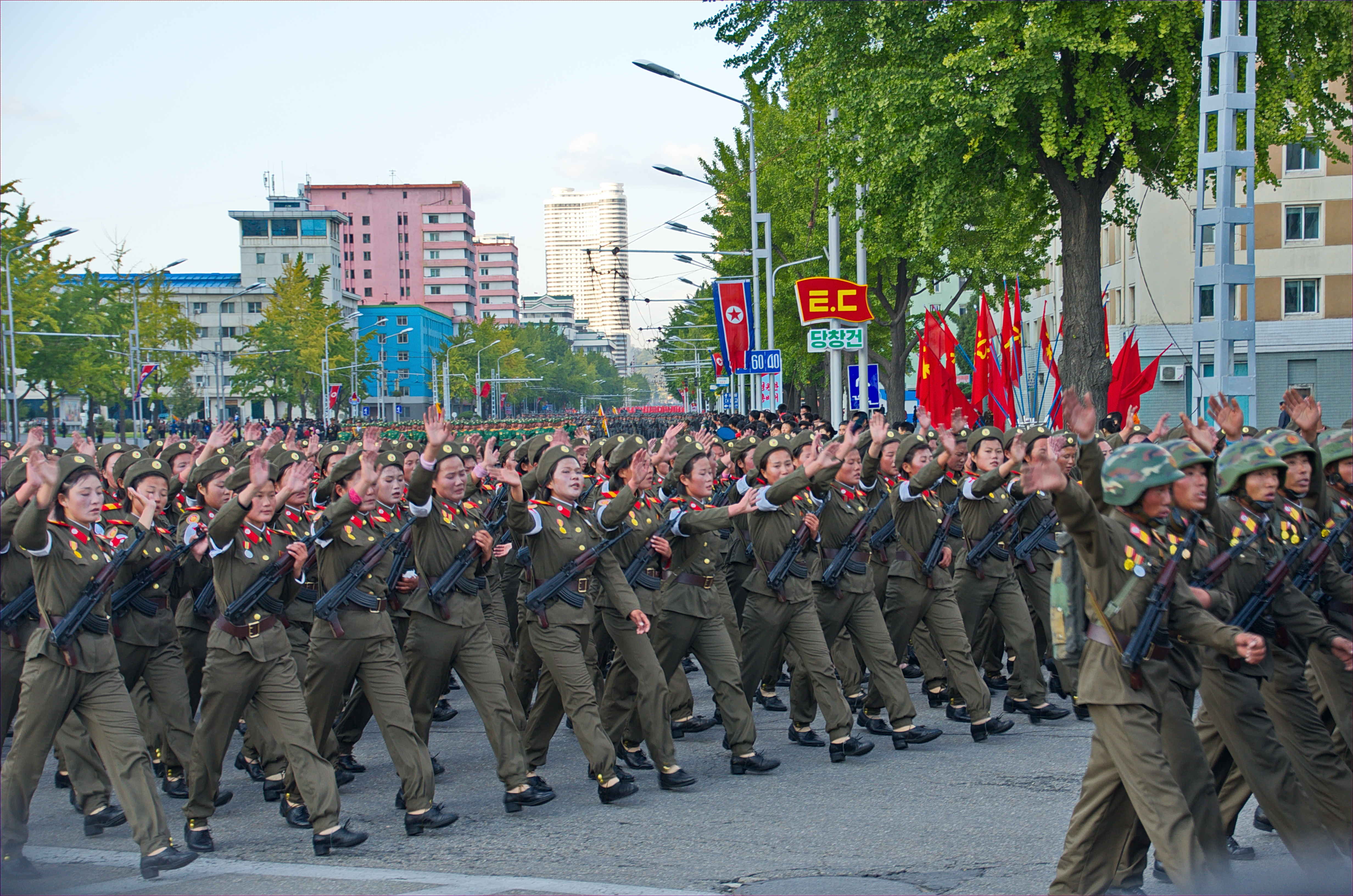
Parata militare a Pyongyang nel 2015

Nel libro di Robert Scalapino e Chong Sik-lee Communism in Korea: The Society, viene mostrato un grafico dell'organizzazione nel 1972 che descrive il I, II, III, V e VII Gruppo d'armata: il I, il II ed il V Gruppo d'armata avevano quattro divisioni più una brigata o reggimento; il III aveva quattro divisioni mentre il VII tre divisioni e tre brigate. Scalapino e Lee attinsero dal The North Korean Yearbook pubblicato dalla Corea del Sud. Un documento declassificato della CIA del 1971 riguardo ad un accertamento della DIA nel 1970 indica che il I Gruppo d'armata includeva la 13ª e la 47ª Divisione fanteria.
Yossef Bodansky in Crisis in Korea fornisce un resoconto dell'ordine di battaglia nordcoreano nel periodo 1984–88. Il I, il II (cinque divisioni, una brigata) ed il V Gruppo d'armata, ciascuno con quattro divisioni ed una brigata indipendente, coprivano il settore orientale, occidentale e centrale della zona demilitarizzata. Il III, il IV ed il V Corpo d'armata erano dislocati intorno a Wonsan e alle regioni costiere, con il IV Corpo d'armata, recentemente convertito nel IV Gruppo d'armata, intorno a Pyongyang. Tutti i corpi d'armata avevano quasi sempre le quattro divisioni standard e una brigata indipendente sotto il loro comando, fatta eccezione per il VII Corpo d'armata con tre divisioni e tre brigate. I gruppi d'armata venivano descritti come delle forze d'attacco mentre i corpi d'armata avevano anche il compito di mantenere la posizione. Il III, il VI ed il VII Corpo d'armata iniziarono a formare le loro prime unità corazzate e meccanizzate nel 1985.
Nel corso del tempo, questa organizzazione si è adattata alle circostanze uniche del problema militare che la KPA deve affrontare e all'evoluzione della dottrina e del pensiero militare nordcoreani.
Nel 1996, una parte significante dello stato maggiore, assieme agli ufficiali locali del governo del VI Corpo d'armata, venne arrestata e processata per corruzione. Il quartier generale del VI Corpo d'armata a Chongjin era responsabile delle attività militari nell'intero Hamgyong settentrionale e consisteva in tre divisioni di fanteria, quattro brigate di missili e una divisione di artiglieria. Joseph F. Bermudez riporta in Shield of the Great Leader che non vi era nessuna intenzione da parte del VI Corpo d'armata di compiere un colpo di Stato, ma molto spesso viene affermato il contrario. In ogni caso, il corpo d'armata venne sciolto e le sue unità vennero ricollocate altrove, alcune nel IX Corpo d'armata nella provincia del Hamgyong settentrionale. Quest'ultimo corpo include la 24ª Divisione e la 42ª Divisione.

### Il XXI secolo
Nel 2003 venne riferito che la stragrande maggioranza delle forze terrestri attive era dispiegata in tre scaglioni: uno scaglione operativo avanzato di quattro corpi di fanteria; supportato da un secondo scaglione operativo di due corpi meccanizzati, il corpo corazzato ed un corpo di artiglieria; e una riserva strategica dei due restanti corpi meccanizzati e dell'altro corpo di artiglieria. Queste forze includono l'806º e l'815º Corpo meccanizzato e l'820º Corpo corazzato. Queste forze erano disposte lungo le principali linee di comunicazione nord-sud che forniscono un accesso rapido e facile alle vie di avvicinamento alla Corea del Sud. Le KPAGF hanno posizionato un numero enorme di pezzi di artiglieria, inclusi alcuni falsi, soprattutto i suoi sistemi a lungo raggio, vicini alla Zona Demilitarizzata (DMZ) che separa le due Coree.
A partire dal 2013, il Dipartimento della Difesa degli Stati Uniti ha riferito che le forze terrestri in numero ammontano a 950.000 soldati in forza.

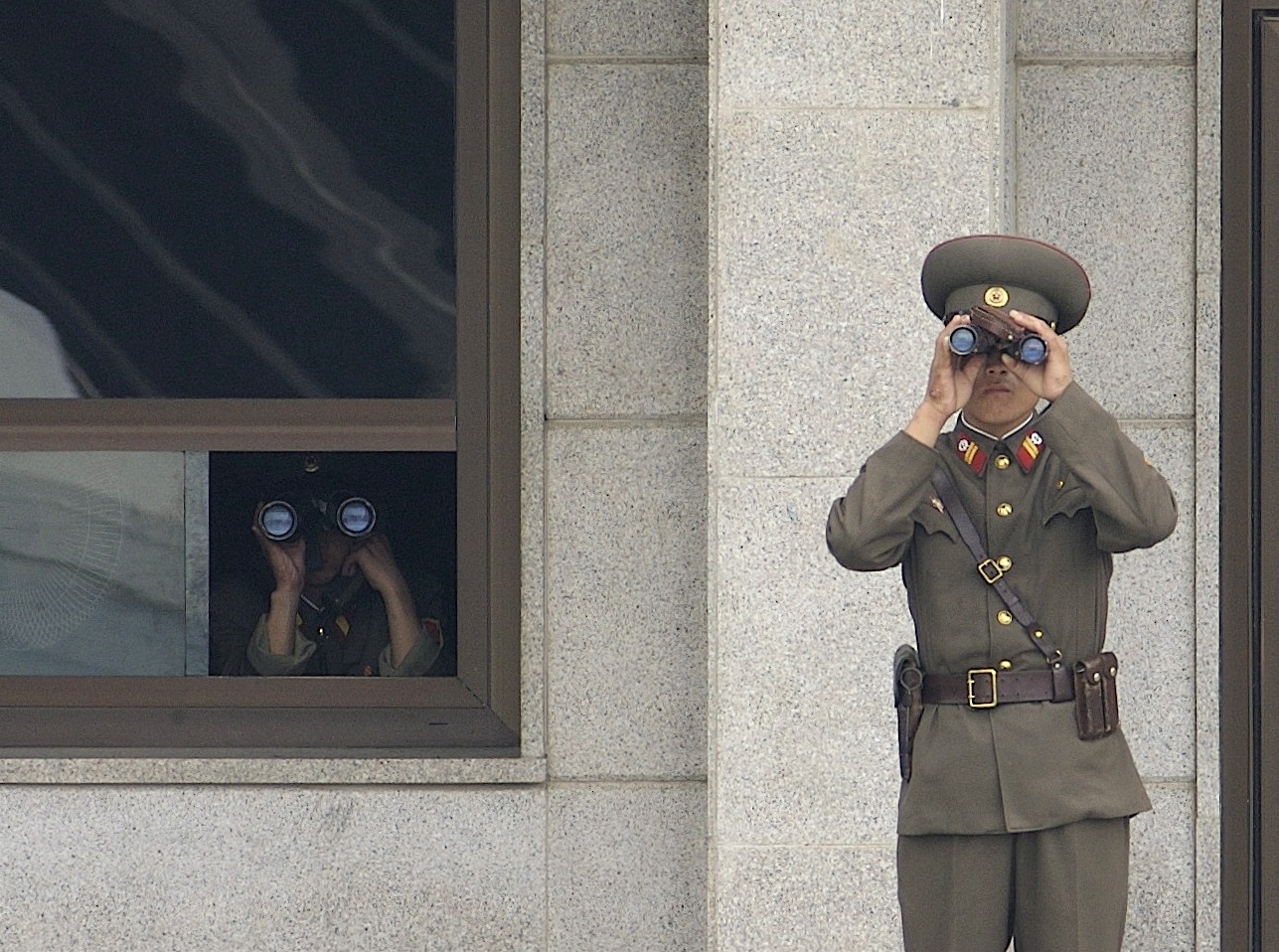
Soldati nordcoreani nella DMZ

L'IISS Military Balance 2017 ha elencato le KPAGF come comprendenti un personale stimato di 1.020.000 soldati; due quartier generali di corpo meccanizzato (QG); 9 QG di corpo di fanteria; il quartier generale del Corpo di Difesa della Capitale; una divisione corazzata [la 105ª]; quindici brigate corazzate; quattro divisioni meccanizzate; 27 divisioni di fanteria; 14 brigate di fanteria; due brigate missilistiche terra-terra; una divisione di artiglieria; 21 brigate di artiglieria; 9 brigate di lanciarazzi multipli; una brigata del Genio di attraversamento del fiume; e 5-8 reggimenti del Genio di attraversamento del fiume (p. 304). Kyle Mizokami  ha scritto. nel febbraio 2020 che l'820º Corpo corazzato era composto da due brigate corazzate e cinque brigate meccanizzate, e probabilmente solo "parzialmente equipaggiato" con il carro armato Pokpung-ho.

## Equipaggiamento
Le forze terrestri possiedono un inventario misto tra mezzi importati e prodotti all'interno della nazione. Prima del crollo dell'Unione Sovietica, la maggior parte di questi proveniva da fabbriche sovietiche e solo in seguito da industrie cinesi.
Il rapporto annuale sulle capacità militari della Corea del Nord a cura del Dipartimento della difesa statunitense, pubblicato agli inizi del 2014, identificava una forza costituita da 950.000 soldati, 4.200 carri armati, 2.200 veicoli corazzati, 8.600 cannoni d'artiglieria e oltre 4.800 lanciarazzi multipli.
Il rapporto biennale delle capacità militari della Corea del Nord da parte del Ministero della Difesa nazionale della ROK, pubblicato nel 2018, ha identificato la forza dell'esercito nordcoreano a 7.620.000 soldati di riserva, 4.300 carri armati, 2.500 veicoli corazzati, 8.600 cannoni di artiglieria, 5.500 lanciarazzi multipli.
Fondamentalmente, l'esercito nordcoreano ha un gran numero di pezzi d'artiglieria pesante in posizioni vicino alla DMZ e vicino a Seul, la capitale della Corea del Sud, una città con una popolazione di circa 25 milioni di persone, circa il 50% della popolazione totale della Corea del Sud. Questi pezzi d'artiglieria possono raggiungere le parti settentrionali di Seul e sono spesso considerati una minaccia più significativa delle armi nucleari della Corea del Nord. La minaccia della Corea del Nord di un "mare di fuoco" su Seul è solitamente presa per riferirsi all'uso di questa artiglieria.
Gli studi hanno differito sul numero di perdite che questa artiglieria può infliggere; uno studio del 2011 suggerisce che l'artiglieria nordcoreana, sparando in modo da causare il massimo numero di vittime civili anziché per effetto militare, potrebbe infliggere "solo" circa 3.000 - 30.000 vittime nel primo giorno di un conflitto, dopo di che la popolazione evacuerebbe o troverebbe rifugio e i pezzi di artiglieria nordcoreani sarebbero a loro volta sostanzialmente distrutti.
In Corea del Sud, molte delle armi leggere nordcoreane sono esposte in molti musei di guerra, come il Monumento ai Caduti della Corea del Sud, i siti turistici dei tunnel d'incursione nordcoreani o allo scopo di ispirare patriottismo ai cittadini. Il Comando d'Intelligence della Difesa coreana (KDIC) mostra l'equipaggiamento nordcoreano (la maggior parte utilizzato dalle forze speciali) su un furgone espositivo in vari luoghi di eventi militari come unità militari o istituzioni pubbliche.

### Corazzati
| Nome                                                               | Tipologia                               | Quantità           | Origine                      | Fotografia                                | Note |              |
| Carri armati                                                       | Carri armati                            | Carri armati       | Carri armati                 | Carri armati                              | Carri armati | Carri armati |
| ------------------------------------------------------------------ | --------------------------------------- | ------------------ | ---------------------------- | ----------------------------------------- | --- | ------------ |
| T-34                                                               | Carro armato da combattimento           | 650                | Unione Sovietica             |                                           | |              |
| T-55                                                               | Carro armato da combattimento           | 1 600              | Unione Sovietica             |                                           | Si suppone che alcuni T-55 e Type 59 del 2000 siano ancora in servizio. Può essere equipaggiato con un'armatura distanziata per proteggersi dai proiettili HEAT.         |              |
| T-62                                                               | Carro armato da combattimento           | 800                | Unione Sovietica             | A T-62 tank of the Russian Ground Forces. | Vi sono diverse variante incluso il T-62D. |              |
| T-72S                                                              | Carro armato da combattimento           | Sconosciuto        | Unione Sovietica             |                                           | L'Unione Sovietica iniziò a vendere alla Corea del Nord i carri armati T-72S nei primi anni ottanta. Il numero di unità vendute e attualmente in servizio è sconosciuto. |              |
| Type-59                                                            | Carro armato da combattimento           | 175                | Cina                         |                                           | |              |
| Ch'ŏnma-ho                                                         | Carro armato da combattimento           | ~1 000             | Corea del Nord               |                                           | 1 |              |
| Chonma 215-216                                                     | Carro armato da combattimento           | ~1000+ in servizio | Corea del Nord               |                                           | Principale carro armato da combattimento progettato in Corea del Nord sulla base del sovietico T-72.                                                                     |              |
| PT-76                                                              | Carro armato leggero                    | 550                | Unione Sovietica             |                                           | Alcuni PT-76 sono in riserva. |              |
| Type 63                                                            | Carro armato leggero                    | N/A                | Cina                         |                                           | [ 24 ] |              |
| PT-85 (Type-82)                                                    | Carro armato leggero                    | more than 50 tanks | Corea del Nord               |                                           | Basato sullo chassis dell'APC VTT-323. |              |
| Veicoli trasporto truppe e veicoli da combattimento della fanteria |                                         |                    |                              |                                           | |              |
| BMP-1                                                              | Veicolo da combattimento della fanteria | 100                | Unione Sovietica Ucraina RSS |                                           | Designato come Korshun |              |
| BTR-50P                                                            | Veicolo trasporto truppe                | N/A                | Unione Sovietica Ucraina RSS |                                           | |              |
| BTR-60PB                                                           | Veicolo trasporto truppe                | 1 000              | Unione Sovietica Ucraina RSS |                                           | Primo ordine nel 1966 |              |
| BTR-80A                                                            | Veicolo trasporto truppe                | 35                 | Unione Sovietica Ucraina RSS |                                           | Importato dall'Ucraina |              |
| BTR-152                                                            | Veicolo trasporto truppe                | N/A                | Unione Sovietica Ucraina RSS |                                           | |              |
| M-2010 (Chunma-D)                                                  | Veicolo trasporto truppe                | N/A                | Corea del Nord               |                                           | Un clone modificato del BTR-80 |              |
| M-2010 (6 x 6 version)                                             | Veicolo trasporto truppe                | N/A                | Corea del Nord               |                                           | Una versione ridotta del M-2010 |              |
| Type 55                                                            | Veicolo trasporto truppe                | N/A                | Cina                         |                                           | |              |
| Type 63 APC                                                        | Veicolo trasporto truppe                | 500                | Corea del Nord               |                                           | Variante del VTT-323 basato sul cinese A531 |              |
| M1992                                                              | Veicolo trasporto truppe                | N/A                | Corea del Nord               |                                           | APC progettato in Corea del Nord basato sul BRDM-2. Armato con un lancia granate AGS-17 e un ATGM 9K113 Konkurs                                                          |              |
| VTT-323 (M-1973)                                                   | Veicolo trasporto truppe                | 3 200              | Corea del Nord               |                                           | Basato sul YW-531 |              |
| Model 2009 (Chunma-D, or Junma-Le)                                 | Veicolo trasporto truppe                | 3 200              | Corea del Nord               |                                           | Basato sullo scafo del carro leggero PT-85 ma dotato di una torretta di un veicolo M-2010                                                                                |              |

### Veicoli
| Mercedes G-Class | Veicolo utilitario                 |    | Visto durante il funerale di Kim Jong-il |
| UAZ-3151         | Veicolo utilitario                 |    |                                          |
| Iveco 90.17 WM   | Camion di uso generale             |    |                                          |
| Ural-4320        | Camion di uso generale             |    |                                          |
| FAW MV3          | Camion di uso generale             |    |                                          |
| MAN TGA          | Trattore stradale                  |    | Integrato con Sinotruk HOWO A7           |
| Iveco Stralis    | Trattore stradale                  |    | Integrato con Sinotruk HOWO A7           |
| Renault Premium  | Trattore stradale                  |    | Integrato con Sinotruk HOWO A7           |
| Ambulanza        | Ambulanza                          |    |                                          |
| MAZ-7310         | Lanciarazzi                        |    |                                          |
| WS-51200 TEL     | Trasportatore elevatore lanciatore | 10 |                                          |

### Artiglieria
| Nome            | Tipologia                          | In servizio                                                                                      | Note                                                                            |       |       |       |
| Obici           | Obici                              | Obici                                                                                            | Obici                                                                           | Obici | Obici | Obici |
| --------------- | ---------------------------------- | ------------------------------------------------------------------------------------------------ | ------------------------------------------------------------------------------- | ----- | ----- | ----- |
| M-1985          | Cannone-obice 152 mm               |                                                                                                  | D-20/M1955; Type 83                                                             |       |       |       |
| M-1981          | Cannone semovente 122 mm           |                                                                                                  | Obice semovente Type 54                                                         |       |       |       |
| M-1978          | Obice semovente 170 mm             |                                                                                                  | L'obice semovente dal calibro più grande in servizio nell'esercito nordcoreano. |       |       |       |
| 180 mm gun S-23 | Obice 180mm                        |                                                                                                  | L'obice dal calibro più grande in servizio nell'esercito nordcoreano.           |       |       |       |
| M-1975          | Cannone semovente 130 mm           |                                                                                                  |                                                                                 |       |       |       |
| M-1974          | Cannone-obice semovente 152 mm     |                                                                                                  |                                                                                 |       |       |       |
| M-1992          | Cannone semovente 130 mm           |                                                                                                  |                                                                                 |       |       |       |
| M-1991          | Obice semovente 122 mm             |                                                                                                  |                                                                                 |       |       |       |
| M-1992          | Cannone combinato semovente 120 mm |                                                                                                  |                                                                                 |       |       |       |
| SU-100          | Cannone d'assalto semovente 100 mm |                                                                                                  |                                                                                 |       |       |       |
| Mortai          |                                    |                                                                                                  |                                                                                 |       |       |       |
| Mortai          | Vari                               | La Corea del Nord possiede nel suo inventario circa 10 000 mortai di diverse tipologie e origine |                                                                                 |       |       |       |
| Lanciarazzi     |                                    |                                                                                                  |                                                                                 |       |       |       |
| Type 63         | Lanciarazzi multiplo 107 mm        | 4 000 consegnati tra il 1964 e il 1990                                                           |                                                                                 |       |       |       |
| M-1985          | Lanciarazzi multiplo 122 mm        |                                                                                                  |                                                                                 |       |       |       |
| M-1993          | Lanciarazzi multiplo 122 mm        |                                                                                                  |                                                                                 |       |       |       |
| BM-11           | Lanciarazzi multiplo 122 mm        |                                                                                                  |                                                                                 |       |       |       |
| RM-70           | Lanciarazzi multiplo 122 mm        |                                                                                                  | [ 31 ]                                                                          |       |       |       |
| BMD-20          | Lanciarazzi multiplo 200 mm        | 200 consegnati a metà anni cinquanta                                                             |                                                                                 |       |       |       |
| BM-24           | Lanciarazzi multiplo 240 mm        | 500 consegnati nel 1955                                                                          |                                                                                 |       |       |       |
| M1985/M1991     | Lanciarazzi 240 mm                 | Più di 200 stimati in servizio tra entrambi i modelli                                            | Si stima un raggio di 30–43–60–70 chilometri (19–27–37–43 mi)                   |       |       |       |
| KN-09           | Lanciarazzi guidato 300 mm         |                                                                                                  | [ 37 ] [ 38 ]                                                                   |       |       |       |

## Gradi militari ed uniformi

### I gradi militari
Le forze terrestri dell'Armata Popolare coreana hanno sei categorie di gradi militari; marescialli (''-Su''), ufficiali generali (''-Jang''), ufficiali superiori (''-Jwa'', "Comandanti"), ufficiali subalterni (''-Wī'', "Capi"), sottufficiali (''-Sa''), e soldati (''-Pyŏngsa'', "Soldato" e ''-Chŏnsa'', "Guerriero).

#### Arruolati
| Gruppo gradi             | Sottufficiali senior   | Sottufficiali senior   | Sottufficiali senior   | Sottufficiali senior   | Sottufficiali senior   | Sottufficiali senior | Sottufficiali senior | Sottufficiali senior | Sottufficiali senior | Sottufficiali senior | Sottufficiali senior | Sottufficiali senior | Sottufficiali senior | Sottufficiali senior | Sottufficiali senior | Sottufficiali senior     | Sottufficiali senior     | Sottufficiali senior     | Sottufficiali senior     | Sottufficiali senior     | Sottufficiali senior     | Sottufficiali senior     | Sottufficiali junior     | Sottufficiali junior     | Sottufficiali junior     | Sottufficiali junior   | Sottufficiali junior   | Sottufficiali junior | Arruolati   | Arruolati   | Arruolati   | Arruolati   | Arruolati   | Arruolati | Arruolati | Arruolati |
| ------------------------ | ---------------------- | ---------------------- | ---------------------- | ---------------------- | ---------------------- | -------------------- | -------------------- | -------------------- | -------------------- | -------------------- | -------------------- | -------------------- | -------------------- | -------------------- | -------------------- | ------------------------ | ------------------------ | ------------------------ | ------------------------ | ------------------------ | ------------------------ | ------------------------ | ------------------------ | ------------------------ | ------------------------ | ---------------------- | ---------------------- | -------------------- | ----------- | ----------- | ----------- | ----------- | ----------- | --------- | --------- | --------- |
| Chosŏn inmin'gun Ryukkun |                        |                        |                        |                        |                        |                      |                      |                      |                      |                      |                      |                      |                      |                      |                      |                          |                          |                          |                          |                          |                          |                          |                          |                          |                          |                        |                        |                      |             |             |             |             |             |           |           |           |
| 특무상사 T'ŭkmu-sangsa   | 특무상사 T'ŭkmu-sangsa | 특무상사 T'ŭkmu-sangsa | 특무상사 T'ŭkmu-sangsa | 특무상사 T'ŭkmu-sangsa | 특무상사 T'ŭkmu-sangsa | 상사 Sangsa          | 상사 Sangsa          | 중사 Chungsa         | 중사 Chungsa         | 하사 Hasa            | 하사 Hasa            | 하사 Hasa            | 하사 Hasa            | 하사 Hasa            | 하사 Hasa            | 상급병사 Sanggŭp-pyŏngsa | 상급병사 Sanggŭp-pyŏngsa | 상급병사 Sanggŭp-pyŏngsa | 상급병사 Sanggŭp-pyŏngsa | 상급병사 Sanggŭp-pyŏngsa | 상급병사 Sanggŭp-pyŏngsa | 중급병사 Chungŭp-pyŏngsa | 중급병사 Chungŭp-pyŏngsa | 중급병사 Chungŭp-pyŏngsa | 중급병사 Chungŭp-pyŏngsa | 하급병사 Hagŭp-pyŏngsa | 하급병사 Hagŭp-pyŏngsa | 전사 Chŏnsa          | 전사 Chŏnsa | 전사 Chŏnsa | 전사 Chŏnsa | 전사 Chŏnsa | 전사 Chŏnsa |           |           |           |

#### Ufficiali
| Gruppo gradi             | Ufficiali generali/di bandiera | Ufficiali generali/di bandiera | Ufficiali generali/di bandiera | Ufficiali generali/di bandiera | Ufficiali generali/di bandiera | Ufficiali generali/di bandiera | Ufficiali generali/di bandiera | Ufficiali generali/di bandiera | Ufficiali generali/di bandiera | Ufficiali generali/di bandiera | Ufficiali da campo/senior | Ufficiali da campo/senior | Ufficiali da campo/senior | Ufficiali da campo/senior | Ufficiali da campo/senior | Ufficiali da campo/senior | Ufficiali junior   | Ufficiali junior   | Ufficiali junior    | Ufficiali junior    | Ufficiali junior  | Ufficiali junior  | Ufficiali junior        | Ufficiali junior        | Allievo ufficiale | Allievo ufficiale | Allievo ufficiale | Allievo ufficiale | Allievo ufficiale | Allievo ufficiale | Allievo ufficiale | Allievo ufficiale | Allievo ufficiale | Allievo ufficiale | Allievo ufficiale | Allievo ufficiale |
| ------------------------ | ------------------------------ | ------------------------------ | ------------------------------ | ------------------------------ | ------------------------------ | ------------------------------ | ------------------------------ | ------------------------------ | ------------------------------ | ------------------------------ | ------------------------- | ------------------------- | ------------------------- | ------------------------- | ------------------------- | ------------------------- | ------------------ | ------------------ | ------------------- | ------------------- | ----------------- | ----------------- | ----------------------- | ----------------------- | ----------------- | ----------------- | ----------------- | ----------------- | ----------------- | ----------------- | ----------------- | ----------------- | ----------------- | ----------------- | ----------------- | ----------------- |
| Chosŏn inmin'gun Ryukkun | Marshal of the PKA             | Vice marshal                   | Captain general                | Captain general                | Superior general               | Superior general               | Middle general                 | Middle general                 | Junior general                 | Junior general                 | Captain commander         | Superior commander        | Middle commander          | Middle commander          | Junior commander          | Junior commander          | Captain lieutenant | Captain lieutenant | Superior lieutenant | Superior lieutenant | Middle lieutenant | Middle lieutenant | Lieutenant Junior Grade | Lieutenant Junior Grade |                   |                   |                   |                   |                   |                   |                   |                   |                   |                   |                   |                   |
| Chosŏn inmin'gun Ryukkun | 인민군원수 Inmingun-wonsu      | 차수 Chasu                     | 대장 Daejang                   | 대장 Daejang                   | 상장 Sangjang                  | 상장 Sangjang                  | 중장 Chungjang                 | 중장 Chungjang                 | 소장 Sojang                    | 소장 Sojang                    | 대좌 Daechwa              | 상좌 Sangjwa              | 중좌 Chungjwa             | 중좌 Chungjwa             | 소좌 Sojwa                | 소좌 Sojwa                | 대위 Taewi         | 대위 Taewi         | 상위 Daewi          | 상위 Daewi          | 중위 Chungwi      | 중위 Chungwi      | 소위 Sowi               | 소위 Sowi               |                   |                   |                   |                   |                   |                   |                   |                   |                   |                   |                   |                   |

### Le uniformi
Ufficiali e soldati del KPA sono spesso visti indossare un misto di uniformi verde oliva o marrone chiaro. L'uniforme da cerimonia di base consiste in una tunica e pantaloni (tuniche bianche per gli ufficiali generali in occasioni speciali); le soldatesse indossano gonne al ginocchio ma a volte possono indossare pantaloni.
I berretti o berretti con visiera, specialmente per gli ufficiali (e talvolta i berretti militari per le donne) sono indossati nei mesi primaverili ed estivi ed un cappello di pelliccia in stile russo (i cappelli Ushanka) in inverno. Anche una variante del Disruptive Pattern Material, del Disruptive Pattern Combat Uniform (verde), dell'ERDL, del M81 Woodland e del Tigerstripe vengono indossati da poche e rare immagini di ufficiali dell'esercito nordcoreano e del personale di servizio. Nelle uniformi non da cerimonia, un elmetto d'acciaio (la RPDC ha prodotto l'elmetto Type 40, una copia dell'SSH40 sovietico, vedi Elmetti sovietici durante la seconda guerra mondiale) sembra essere il copricapo più comune, ed è talvolta indossato con una copertura mimetica.
Gli stivali militari standard sono indossati per il combattimento, le donne indossano scarpe con tacco basso o stivali con tacco per le parate formali.
Le uniformi mimetiche stanno lentamente diventando più comuni nel KPA. Durante la parata del 15 aprile 2012, gli elmetti in Kevlar vennero esposti in alcune unità del KPA ed elemtti simili sono attualmente utilizzati dalle forze per le operazioni speciali del KPA.
Durante la parata del 10 ottobre 2020, sono stati mostrati per la prima volta una serie di almeno 5 nuovi modelli mimetici pixelati e nuovi equipaggiamenti da combattimento dei soldati di tutte le armi, comprese le forze terrestri popolari della Corea del Nord. Anche se era difficile distinguere i modelli l'uno dall'altro, sono stati osservati due diversi modelli a base verde, un disegno mimetico arido, un disegno mimetico blu e un modello mimetico pixelato a due colori per la guerra di montagna ed invernale. Inoltre, l'uso di uniformi modello Multicam da parte del personale militare nordcoreano è stato documentato per la prima volta nel 2020 durante la stessa parata, sebbene le uniformi con questo design potrebbero essere apparse nell'inventario delle forze armate molto prima.